# آژیتاسیون
سراسیمگی (به انگلیسی: agitation) و سراسیمگی روانی-حرکتی ، آژیتاسیون، یا بی‌قراری روانی (به انگلیسی: Psychomotor agitation) و نیز هیجان‌زدگی روانی-حرکتی (psychomotor excitement) یک سری حرکت‌های ناخواسته و بی‌هدف است که از تنش روانی و اضطراب فرد ریشه می‌گیرد. این موضوع شامل قدم زدن در اطراف اتاق، فشردن دست‌ها، کشیدن لباس، درآوردن جوراب و لباس زیر از روی اجبار، و پیچاندن آن و دیگر اقدامات مشابه و همچنین بی‌قراری شدید می‌گردد. در موارد شدیدتر، ممکن است تبدیل به حرکت مضر برای فرد مانند پاره‌پاره کردن یا جویدن پوست اطراف ناخن یا لب تا حد ایجاد خون‌ریزی شود. آژیتاسیون به‌طور معمول از علائم اختلال در افسردگی عمده یا اختلال وسواس فکری عملی، و گاهی مرحله شیدایی و اختلال دوقطبی است. میانسالان و افراد مسن در معرض خطر بیشتری برای ابتلا به این بحران هستند.